# Pogroms antimusulmans au Gujarat en 2002

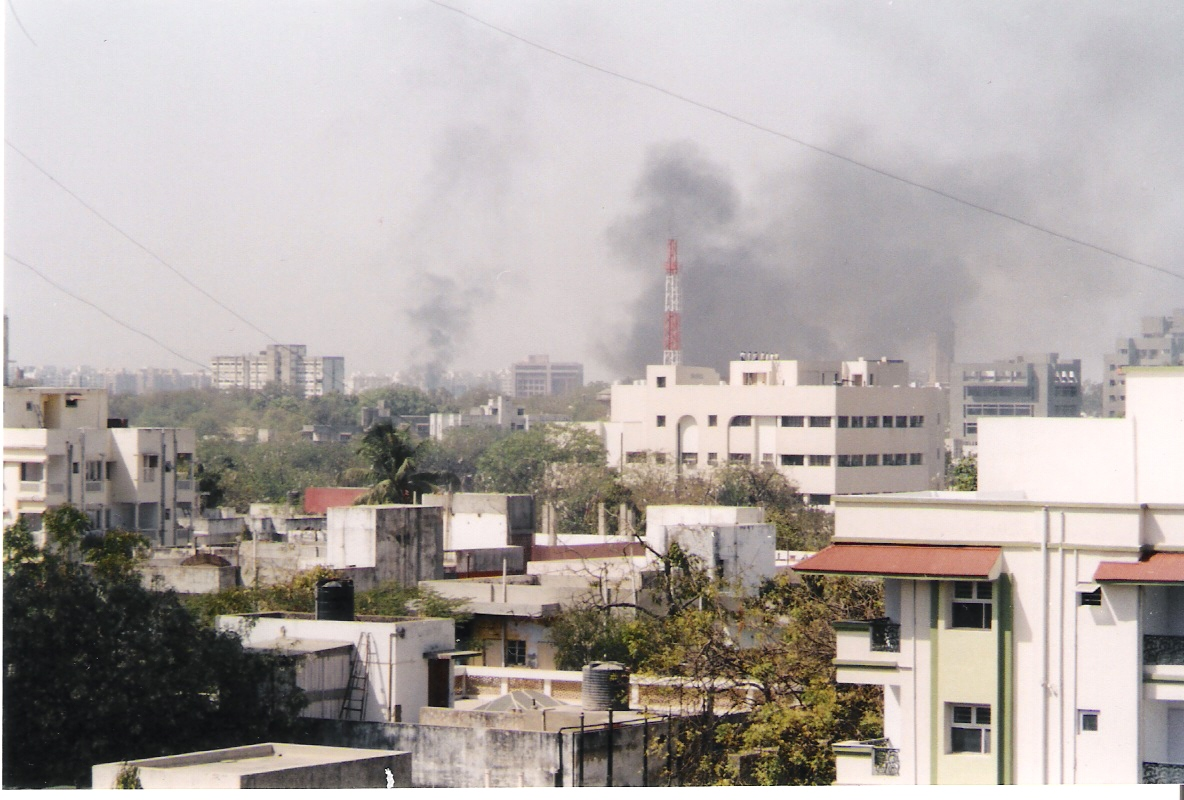
Fumées des incendies provoqués par les émeutes à Ahmedabad en 2002.

Les pogroms antimusulmans au Gujarat de 2002 sont un ensemble d'émeutes visant les populations musulmanes du Gujarat, un État indien limitrophe du Pakistan.
Ces émeutes islamophobes ont causé la mort de 800 à 2 000 personnes. Elles font partie des émeutes les plus violentes et meurtrières que la région ait connues depuis l'indépendance et la partition. Elles sont qualifiées de pogroms,,,,,.

## L'incendie du train à Godhra
Le 27 février 2002, 59 personnes sont mortes dans l'incendie d'un train à Godhra, au Gujarat en Inde, principalement des femmes et des enfants. Le Sabarmati Express transportait des pèlerins hindous retournant du site sacré de l'ancienne mosquée de Babri à Ayodhya, site que se disputent hindous et musulmans. Dix ans plus tôt, une manifestation nationaliste hindoue, organisée par le Bharatiya Janata Party, s'était conclue par la destruction de cette mosquée. Cette dernière aurait été édifiée lors des conquêtes musulmanes sur le lieu d'un ancien temple en mémoire de Rāma et aussi le lieu revendiqué comme celui de sa naissance. 
Dans les premiers temps après l'incendie du train, une foule est accusée d'en avoir été responsable et la police estime qu'elle était composée de musulmans. Mais un rapport de médecins légistes juge qu'il ne semble pas que l'incendie se soit déclaré à l'extérieur mais plutôt à l'intérieur du wagon concerné. 
Il est généralement admis que l'incendie a déclenché les violences qui ont suivi. L'origine criminelle ou accidentelle du feu est un point crucial. En effet, pour les sympathisants hindous, ce sont les extrémistes musulmans qui ont déclenché l'incendie. Une commission d'enquête menée par le juge Justice Banerjee soutient dans un rapport intermédiaire la version d'un accident. 

## Les émeutes qui ont suivi
Une violence d'une grande brutalité visant la communauté musulmane s'est propagée dans l'État du Gujarat pendant les trois mois qui suivirent l'incendie. Les groupes nationalistes hindous sont accusés d'avoir eu un rôle de planification de ces violences.
Dans les jours et les semaines qui ont suivi, entre 800 et 2 000 personnes ont été tuées au Gujarat, ce qui représente l'une des violences intercommunautaires les plus meurtrières de l'Inde depuis son indépendance et la partition. La majorité des personnes qui ont été tuées, ou violées, sont musulmanes.
Le gouvernement, l'administration et la police d'État ont été également mis en cause pour n'avoir pas pris les mesures suffisantes pour protéger des civils et pour avoir activement participé aux violences dans certains cas. À la suite des massacres, 140 000 à 200 000 personnes auraient quitté leurs maisons.
Après les violences, la police, accusée de liens avec les émeutiers, est soupçonnée d'avoir empêché le bon déroulement des enquêtes.
La responsabilité du gouvernement central de l'État du Gujarat dirigé par Narendra Modi - membre du BJP - est directement mise en cause par la Commission nationale des droits de l'homme.
Un documentaire de la BBC de 2023, censuré en Inde, affirme que Narendra Modi a eu un rôle déterminant en demandant à la police de ne pas intervenir et en laissant se produire les massacres, le viol massif des femmes et la destruction de dizaines de milliers de maisons et de petits commerces. Une enquête, jusqu'alors classifiée, du ministère britannique des affaires étrangères citée dans le documentaire estime également que les émeutes n’auraient pas pu avoir lieu « sans le climat d’impunité créé par le gouvernement de l’Etat ». Les violences avaient pour but de « purger les musulmans des zones hindoues » et présentaient les « caractéristiques d’un nettoyage ethnique »,.